# Xenophyes metoponcus

Xenophyes metoponcus  (лат.) — вид полужесткокрылых насекомых из семейства Peloridiidae. Новая Зеландия.

## Описание
Мелкие полужесткокрылые насекомые с полупрозрачными надкрыльями, длина тела 2—3 мм. Ширина головы 0,98–1,03 мм; длина головы 0,35–0,40 мм. Комбинированная ширина двух надкрылий до 1,68 мм. Основная окраска коричневая, до почти чёрного. Форма тела широкоовальная, плоская. Голова поперечная, примерно в 2,5 раза шире своей длины; передний край выпуклый. Пронотум в задней части гладкий. Оцеллии отсутствуют. Усики короткие 3-члениковые, булавовидные. Ротовые части гопогнатические. Лапки 2-члениковые. Нелетающие брахиптерные насекомые. Встречаются в лесах из южного бука (Nothofagus) и подокарпово-широколиственных. Сезонность: октябрь — февраль.